# 李秀英 (1919年)
李秀英（1919年2月24日—2004年12月4日），山东郓城人，南京大屠杀幸存者。

## 生平
1937年4月于上海结婚，8月淞沪会战爆发，李秀英因怀有身孕返回南京与其父生活。日军占领南京后，躲入南京安全区五台山小学难民所地下室内。1937年12月19日，3个日本士兵闯入地下室意图强奸，李秀英抗争时身中37刀，后被其父送入鼓楼医院，经罗伯特·威尔逊救治，虽保住性命但因此流产。1947年南京审判谷寿夫时出庭作证。
1998年，松村俊夫撰写《南京虐杀大疑问》，称李秀英为假证人。1999年9月17日，李秀英向日本东京地方法院提起诉讼，2005年1月20日终审胜诉，判处松村俊夫等被告支付名誉损害赔偿金150万日元。
2004年12月4日因呼吸衰竭在南京市鼓楼医院逝世，葬于雨花功德园内。2014年12月11日在雨花功德园内塑李秀英铜像。